# Alone Again
Ne doit pas être confondu avec Alone (Again) ou Alone Again (Naturally).
Albums de George Jones
The Battle
(1976) Golden Ring
(1976)
Alone Again est un album de l'artiste américain de musique country George Jones. Cet album est sorti en 1976 sur le label Epic Records. Il a atteint la 9e position des charts de musique country du classement du magazine Billboard. Un single a été extrait de l'album, Her Name Is..., qui a atteint la 3e position des charts.

## Liste des pistes
| No  | Titre                                        | Auteur               | Durée |
| --- | -------------------------------------------- | -------------------- | ----- |
| 1.  | A Drunk Can't Be a Man                       | Jones, Montgomery    |       |
| 2.  | Ain't Nobody Gonna Miss Me                   | Jones, Montgomery    |       |
| 3.  | Stand on My Own Two Knees                    | Bowling, Crutchfield |       |
| 4.  | You're the Best Living                       | Emerson              |       |
| 5.  | Over Something Good                          | Emerson              |       |
| 6.  | Her Name Is...                               | Braddock             |       |
| 7.  | I'm All She's Got                            | Emerson              |       |
| 8.  | She Needs Me                                 | Emerson, Montgomery  |       |
| 9.  | Right Now I'd Come Back and Melt in Her Arms | Emerson              |       |
| 10. | Diary of My Mind                             | Starks, Starks       |       |

## Positions dans les charts
Album – Billboard (Amérique du Nord)
| Année | Chart          | Position |
| ----- | -------------- | -------- |
| 1976  | Albums country | 9        |

Single - Billboard (Amérique du Nord)
| Année | Single         | Chart           | Position |
| ----- | -------------- | --------------- | -------- |
| 1976  | Her Name Is... | Singles country | 3        |